# كاماتان
كاماتان أو مهرجان كاماتان هو شكل من أشكال مهرجان الحصاد الذي يتم الاحتفال به يومي 30 و31 مايو سنويًا في ولاية صباح ومقاطعة لابوان الفيدرالية في ماليزيا. عادة ما يتم الاحتفال به من قبل عرقية كادازان - دوسون، وكذلك من قبل المجموعات العرقية الأخرى ذات الصلة في الولاية، ويستمر طوال شهر مايو بأكمله، وينتهي بعطلة عامة في تاريخ تختاره كاهنة تعرف باسم بوبوهيزان.
المشروبات الشعبية خلال المهرجان هي التاباي والكينومول وهو مشروب الألك التقليدي. يُشرب التاباي من إناء صغير من الخيزران يُعرف باسم السامبيلينج أو من أكواب خاصة تسمى سينغارونغ، وهي أيضًا مصنوعة من الخيزران.